# Pycnothele auronitens
Espèce
Synonymes
- Trechona auronitens Keyserling, 1891

Pycnothele auronitens est une espèce d'araignées mygalomorphes de la famille des Pycnothelidae.

## Distribution
Cette espèce est endémique du Rio Grande do Sul au Brésil,.

## Description
Le mâle holotype mesure 21 mm.
Le mâle décrit par Passanha, Indicatti, Brescovit et Lucas en 2014 mesure 13,50 mm et la femelle 17,63 mm.

## Publication originale
- Keyserling, 1891 : Die Spinnen Amerikas. Brasilianische Spinnen. Nürnberg, vol. 3, p. 1-278 (texte intégral).